# Mesobryobia keetchi
Mesobryobia keetchi är en spindeldjursart som beskrevs av Meyer 1987. Mesobryobia keetchi ingår i släktet Mesobryobia och familjen Tetranychidae. Inga underarter finns listade i Catalogue of Life.